# TSG Harsewinkel
Maillots
Dernière mise à jour : 9 mai 2011.
Le TSG Harsewinkel est un club sportif allemand, localisé à Harsewinkel en Rhénanie du Nord-Westphalie.
Ce club compte environ 2.500 membres répartis dans dix sections sportives différentes: Aïkido, Athlétisme, Badminton, Football, Gymnastique, Handball, Natation, Sport pour moins valides, Tennis de table et Volley-ball

## Histoire (section football)
Le club fut fondé le 5 mars 1925 sous l’appellation Sport-und Spielverein Harsewinkel ou SuS Harsewinkel.
En 1927 en football, le SuS fut renommé DJK-SSV Harsewinkel. Une section football fut ouverte. Le 25 mars 1927, le DJK-SSV fusionna avec le TV Harsewinkel (fondé le 15 août 1925) pour former le Turn-Spiel-und Sportgemeinschaft Harsewinkel ou TSSG Harsewinkel. Mais cette fusion ne tint pas très longtemps. Diverses querelles internes concernant les finances apparurent rapidement. Après quelques mois les deux clubs reprirent des routes distinctes sous les appellations de DJK Eintracht Harsewinkel ou TV Deutsche Turnerschar Harsewinkel.
En 1933, dès leur arrivée au pouvoir, les Nazis décrétèrent l’interdiction des clubs d’obédiences communistes et/ou socialistes. Puis ce fut le tour des cercles de la sphère religieuse dont les DJK. Les membres du DJK Eintracht rejoignirent le TV qui prit le nom de Turn-und Sportverein Harsewinkel ou TSV Harsewinkel.
En 1945, ce club fut dissous par les Alliés, comme tous les clubs et associations allemands (voir Directive n°23). Le 10 octobre 1945, les footballeurs reconstituèrent le FC Harsewinkel. Un TV Harsewinkel fut recréé par la suite. 
Le 31 mai 1950, le FC Harsewinkel et le TV Harsewinkel fusionnèrent pour former le Turn-und Sportgemeinschaft ou TSG Harsewinkel
Jusqu’à la fin des années 1960, le TSG Harsewinkel évolua au niveau local. En 1969, le fabricant de machines agricoles "Claas" rejoignit le club et M. Claas devint le président. Des "Actions de soutien au football" (en Allemand: Fussball-Förder-Aktien) furent mises en vente avec des valeurs nominales allant de 50 à 1.000 DM (25 à 500 euro). Le but était d’amener le TSG Harsewinkel dans le football rémunéré puis en Bundesliga. Il n'y parvinrent pas.
Avec l’aide de joueurs payés, le club monta en Landesliga Westfalen en 1971. Au même moment, le Président Claas et le directeur du club, Frank se retrouvèrent accusés de non-respect des règles en ayant des joueurs sous contrat. Sportivement, l’équipe obtint directement la montée en Verbandsliga Westfalen (niveau 3) la saison suivante. Elle y échoua à la dernière place en 1973 et redescendit. Elle reconquit directement le titre en Landesliga, mais se classa encore à la dernière place de la Verbandsliga en 1975.
En 1977, le TSG Harsewinkel fut champion de son groupe de Landesliga pour la 3e fois en cinq ans. Il se classa 10e en Verbandsliga Westfalen en En 1978. À la suite de la fusion entre le DJK Gütersloh et le SV Arminia Gütersloh formant le FC Gütersloh, le TSG Harsewinkel fut rep^éché pour être un des fondateurs de l’Oberliga Westfalen, instaurée à partir de la saison suivante, au niveau 3 de la hiérarchie du football ouest allemand. Le cercle y joua deux saisons puis redescendit en Verbandsliga.
En 1981, TSG Harsewinkel subit une deuxième relégation consécutive et glissa au 5e niveau, la Landesliga.
Par la suite, le TSG Harsewinkel n’approcha plus les plus hautes ligue.
En 2010-2011, le TSG Harsewinkel évolue en Kreisliga A Westfalen (Kreis Gütersloh), soit  au 9e niveau de la hiérarchie de la DFB.

## Palmarès
- Champion de la Landesliga Westfalen (Groupe 1) - IV : 1972.
- Champion de la Landesliga Westfalen (Groupe 4) - IV : 1974.
- Champion de la Landesliga Westfalen (Groupe 5) - IV : 1977.
- Vice-champion de la Landesliga Westfalen (Groupe 5) - IV : 1976.
- Champion de la Kreisliga A Westfalen (Kreis Gütersloh) - (IX) : 2012.